# Culmea Brezei

Culmea Breaza (încadrată cu roşu), imagine satelitară

Culmea Brezei (sau Culmea Breaza) este o înălțime deluroasă ce aparține Depresiunii Colinare a Transilvaniei și închide la sud Depresiunea Lăpuș. Are altitudinea maximă de 974 m.